# الأردن في دورة الألعاب البارالمبية الصيفية 2024
الأردن في دورة الألعاب البارالمبية الصيفية 2024- شارك الأردن في دورة الألعاب البارالمبية الصيفية 2024م ، والتي أقيمت في باريس بفرنسا، في الفترة من 28 أغسطس إلى 8 سبتمبر 2024م،.
وشارك الأردن في بارالمبيك باريس 2024 بفريق يتكون من اللاعبين: عمر قرادة (رفع الأثقال 49 كغم) ومعتز الجنيدي (رفع الأثقال 107 كغم) وعبدالكريم خطاب (رفع الأثقال 97 كغم) وأسماء عيسى (رفع الأثقال 79 كغم) وجميل الشبلي (رفع الأثقال +107 كغم) وثروت الحجاج (رفع الأثقال 86 كغم) ومحمد الشنيطي (رفع الأثقال وزن 54 كغم) وأحمد الهندي  في دفع الكرة الحديدية. واستطاع اللاعبون من خلال هذه الدورة الحصول على ثلاث ميداليات (ذهبيتين وفضية)، ويمتلك الأردن -قبل المشاركة في هذه الدورة- في سجل الميداليات 19 ميدالية ملونة (5 ميداليات ذهبية، و7 ميداليات برونزية و7 ميداليات فضية)، وبعد ختام فعاليات أولمبياد باريس 2024 صار رصيده من الميداليات 22 ميدالية منها 7 ميداليات ذهبية، وفي الدورة البارالمبية السابقة التي شارك فيها الأردن ، والتي أقيمت في طوكيو باليابان استطاع لاعبوه الحصول على 5 ميداليات ، أربعة منها ذهبية وواحدة فضية

## الحائزون على الميداليات
| الميدالية | الاسم                | الرياضة     | الحدث              | تاريخ       |
| --------- | -------------------- | ----------- | ------------------ | ----------- |
| ذهبية     | عمر سامي حمادة قرادة | رفع الأثقال | 49كجم رجال         | 4 September |
| ذهبية     | عبد الكريم خطاب      | رفع الأثقال | 97 كجم رجال        | 7 September |
| برونزية   | أحمد هندي            | ألعاب القوى | رمي الجلة رجال ف34 | 7 September |

| Medals by sport | Medals by sport | Medals by sport | Medals by sport | Medals by sport |
| --------------- | --------------- | --------------- | --------------- | --------------- |
| Sport           | الأول           | الثاني          | الثالث          | المجموع         |
| رفع الأثقال     | 2               | 0               | 0               | 2               |
| ألعاب القوى     | 0               | 0               | 1               | 1               |
| المجموع         | 2               | 0               | 1               | 3               |

| Gender  | الأول | الثاني | الثالث | Total |
| أنثى    | 0     | 0      | 0      | 0     |
| ذكر     | 2     | 0      | 1      | 3     |
| مختلط   | 0     | 0      | 0      | 0     |
| المجموع | 2     | 0      | 1      | 3     |

| Medals by date | Medals by date | Medals by date | Medals by date | Medals by date | Medals by date |
| -------------- | -------------- | -------------- | -------------- | -------------- | -------------- |
| Date           | الأول          | الثاني         | الثالث         | المجموع        |                |
| 4 September    | 1              | 0              | 0              | 1              |                |
| 7 September    | 1              | 0              | 1              | 2              |                |
| المجموع        | 2              | 0              | 1              | 3              |                |

## المتنافسون
| رياضة       | الرجال | سيدات | المجموع |
| ----------- | ------ | ----- | ------- |
| ألعاب القوى | 1      | 0     | 1       |
| رفع الأثقال | 1      | 0     | 1       |
| المجموع     | 1      | 0     | 1       |

## ألعاب القوى
استطاع أحد الرياضيين الأردنيين، وهو اللاعب أحمد هندي (رياضة رمي الجلة ف34)، من اجتياز التصفيات المؤهلة لدورة الألعاب البارالمبية 2024م، وذلك بعد تجاوز الحد الموضوع للتأهل. 
الأحداث الميدانية
| رياضي     | حدث                  | النهائيات | النهائيات |
| رياضي     | حدث                  | مسافة     | المركز    |
| --------- | -------------------- | --------- | --------- |
| أحمد هندي | دفع الجلة للرجال F34 | 11.66 س ب | الثالث    |